# Arató István (zeneszerző)
Dr. Arató István (Zágráb, 1910. február 10. – Leimbach, 1980. március 8.) magyar zeneszerző.

## Életpályája
1932-ben diplomázott a Ferenc József Tudományegyetemen, Szegeden. Budapesten Kodály Zoltántól tanult, majd Berlinben és Zürichben tanult tovább. A második világháború alatt Svájcba emigrált. Széleskörű tanulmányi kirándulásokon vett részt; 1965–1966 között az Algír Konzervatóriumot irányította. Zürichben telepedett le, ahol megalapította az Inspirati improvizációs együttest. 1968-tól jógát tanított iskolában.
Művei az improvizáció témája körül forognak, és aleatorikus zenei elemeket tartalmaznak. Cimbalomra és különféle kísérő hangszerekre komponált műveket, François Couperin műveit ültette át magyarra.

## Filmjei
- Fűszer és csemege (1940)

## Fordítás
- Ez a szócikk részben vagy egészben  az   István Arató (Komponist) című német Wikipédia-szócikk ezen változatának fordításán alapul.  Az eredeti cikk szerkesztőit annak laptörténete sorolja fel. Ez a jelzés csupán a megfogalmazás eredetét és a szerzői jogokat jelzi, nem szolgál a cikkben szereplő információk forrásmegjelöléseként.